# Тидахолм (община)
Община Тидахолм (на шведски: Tidaholms kommun) е разположена в лен Вестра Йоталанд, югозападна Швеция с обща площ 525 km2 и население 12 565 души (към 31 декември 2013). Административен център на община Тидахолм е едноименния град Тидахолм.